# Санта Луча Инфериоре (Салерно)
Санта Луча Инфериоре је насеље у Италији у округу Салерно, региону Кампанија.
Према процени из 2011. у насељу је живело 415 становника. Насеље се налази на надморској висини од 36 м.